# 成沢光
成沢 光（なるさわ あきら、1939年 - ）は日本の政治学者。法政大学名誉教授。

## 略歴
1939年に生まれる。1968年に東京大学大学院法学政治学研究科博士課程修了、「原内閣と第一次世界大戦後の国内状況：日本政党政治史（大正七年～昭和七年）研究序説」で、法学博士の学位を取得する。 法政大学助教授・教授を務め、2010年に退職し、名誉教授となる。

## 著書
- 『現代日本の社会秩序-歴史的起源を求めて』（岩波書店、1997）
- 『政治のことば-意味の歴史をめぐって』（平凡社、1984）（講談社、2012）

## 共訳
- 『国家の起源と伝承-古代インド社会史論』（法政大学出版局、1986）

## 共編
- 『生殖補助医療』（信山社、2008）

## 参考
- 『政治のことば-意味の歴史をめぐって』